# The Fable of What Transpires After the Wind-Up
The Fable of What Transpires After the Wind-Up è un cortometraggio muto del 1917 diretto da Richard Foster Baker.
Il soggetto è tratto da una storia dello scrittore George Ade.

## Produzione
Il film fu prodotto dalla Essanay Film Manufacturing Company.

## Distribuzione
Il film uscì nelle sale cinematografiche USA il 13 ottobre 1917.